# José Manuel Albares Bueno
José Manuel Albares Bueno   (Madrid, 22 de març de 1972) és un diplomàtic espanyol que exerceix des de 2021 com a ministre d'Afers Exteriors, Unió Europea i Cooperació al govern de Pedro Sánchez.

## Biografia
Nascut l'any 1972 a Madrid, es va criar en una família humil d'Usera. Albares és llicenciat en Dret per la Universitat de Deusto i també diplomat en Ciències Empresarials.
Quan es va incorporar a la carrera diplomàtica, Albares va exercir com a cònsol a Bogotà, així com assessor a la Representació Permanent d'Espanya davant l'OCDE.
Assessor clau de Pedro Sánchez del PSOE durant la primera etapa d'aquest últim com a líder del partit, Sánchez va nomenar Albares per a un càrrec al Gabinet del Primer Ministre, un cop va ser primer ministre el juny de 2018: secretari general d'Afers Internacionals, Unió Europea, G20 i Seguretat Global, amb rang de subsecretari. Albares, que aleshores va deixar un càrrec com a agregat cultural a l'ambaixada espanyola a París, va ser investit el 21 de juny.Afiliat a l'agrupació del PSOE a París, va ser escollit com un dels redactors de la presentació marc per al 40è congrés federal del partit.
Albares va ser nomenat ambaixador a França el febrer de 2020 i a Mònaco el maig de 2020.
El juliol de 2021, Albares va ser nomenat ministre d'Afers Exteriors, Unió Europea i Cooperació en una remodelació del gabinet. Va jurar el càrrec el 12 de juliol de 2021.
Després de les eleccions generals de 2023 fou l'encarregat de defensar i promoure l'oficialitat del català a la UE, i el novembre de 2023 fou renovat al càrrec de Ministre d'Exteriors.